# Schaatsen op de Olympische Winterspelen 2022 - Massastart mannen
De massastart mannen op de Olympische Winterspelen 2022 werd op zaterdag 19 februari 2022 in de National Speed Skating Oval in Peking, China verreden. Titelverdediger was de Koreaan Lee Seung-hoon.

## Tijdschema
| Datum       | Lokale tijd | MET   | Ronde         |
| ----------- | ----------- | ----- | ------------- |
| 19 februari | 15:00       | 08:00 | Halve finales |
| 19 februari | 16:30       | 09:30 | Finale        |

## Uitslag
De uitslag is afhankelijk van het aantal punten dat een rijder verdient. Per tussensprint krijgt de eerste 3 punten, de tweede 2 punten, de derde 1 punt. De eindsprint is doorslaggevend, want de winnaar krijgt 60 punten, de tweede 40, de derde 20, de vierde 10, de vijfde 6 en de zesde 3 punten. Hebben rijders eenzelfde aantal punten, dan wordt gekeken naar de volgorde (in tijd) aan de eindstreep.

### Halve finale 1
| Rang | Naam                     | Land             | Ronden | Spr. 1 | Spr. 2 | Spr. 3 | Eindsprint | Punten | Tijd    |
| ---- | ------------------------ | ---------------- | ------ | ------ | ------ | ------ | ---------- | ------ | ------- |
| 1    | Kristian Ulekleiv        | Noorwegen        | 16     |        |        |        | 60         | 60     | 7:56,67 |
| 2    | Bart Swings              | België           | 16     | 2      |        | 2      | 40         | 44     | 7:56,74 |
| 3    | Ning Zhongyan            | China            | 16     |        |        |        | 20         | 20     | 7:56,75 |
| 4    | Chung Jae-won            | Zuid-Korea       | 16     | 1      |        | 1      | 10         | 12     | 7:56,76 |
| 5    | Daniil Aldoshkin         | Russische ploeg  | 16     |        |        |        | 6          | 6      | 7:56,83 |
| 6    | Antoine Gélinas-Beaulieu | Canada           | 16     |        |        |        | 3          | 3      | 7:56,93 |
| 7    | Sven Kramer              | Nederland        | 16     |        | 3      |        |            | 3      | 7:58,22 |
| 8    | Seitaro Ichinohe         | Japan            | 16     |        |        | 3      |            | 3      | 7:58,54 |
| 9    | Haralds Silovs           | Letland          | 16     | 3      |        |        |            | 3      | 7:59,50 |
| 10   | Dmitri Morozov           | Kazachstan       | 16     |        | 2      |        |            | 2      | 8:08,73 |
| 11   | Michele Malfatti         | Italië           | 16     |        | 1      |        |            | 1      | 8:02,09 |
| 12   | Stefan Due Schmidt       | Denemarken       | 16     |        |        |        |            | 0      | 7:58,01 |
| 13   | Ian Quinn                | Verenigde Staten | 16     |        |        |        |            | 0      | 7:58,03 |
| 14   | Zbigniew Bródka          | Polen            | 16     |        |        |        |            | 0      | 8:17,49 |
| DQ   | Felix Rijhnen            | Duitsland        |        |        |        |        |            |        | DQ      |

DQ = Gediskwalificeerd

### Halve finale 2
| Rang | Naam               | Land             | Ronden | Spr. 1 | Spr. 2 | Spr. 3 | Eindsprint | Punten | Tijd    |
| ---- | ------------------ | ---------------- | ------ | ------ | ------ | ------ | ---------- | ------ | ------- |
| 1    | Andrea Giovannini  | Italië           | 16     |        |        |        | 60         | 60     | 7:43,58 |
| 2    | Lee Seung-hoon     | Zuid-Korea       | 16     |        |        |        | 40         | 40     | 7:43,63 |
| 3    | Livio Wenger       | Zwitserland      | 16     |        |        |        | 20         | 20     | 7:44,08 |
| 4    | Gabriel Odor       | Oostenrijk       | 16     |        |        |        | 10         | 10     | 7:44,28 |
| 5    | Jordan Belchos     | Canada           | 16     | 2      | 3      | 3      |            | 8      | 7:46,05 |
| 6    | Ryosuke Tsuchiya   | Japan            | 16     | 3      | 2      | 2      |            | 7      | 7:48,43 |
| 7    | Joey Mantia        | Verenigde Staten | 16     |        |        |        | 6          | 6      | 7:44,37 |
| 8    | Jorrit Bergsma     | Nederland        | 16     |        |        |        | 3          | 3      | 7:44,42 |
| 9    | Peter Michael      | Nieuw-Zeeland    | 16     | 1      | 1      |        |            | 2      | 7:58,04 |
| 10   | Viktor-Hald Thorup | Denemarken       | 16     |        |        | 1      |            | 1      | 8:21,94 |
| 11   | Artur Janicki      | Polen            | 16     |        |        |        |            | 0      | 7:44,48 |
| 12   | Wang Haotian       | China            | 16     |        |        |        |            | 0      | 7:46,30 |
| 13   | Ignat Golovatsiuk  | Wit-Rusland      | 16     |        |        |        |            | 0      | 7:53,59 |
| 14   | Peder Kongshaug    | Noorwegen        | 14     |        |        |        |            | 0      | 6:55,43 |
| 15   | Roeslan Zacharov   | Russische ploeg  | 5      |        |        |        |            | 0      | 2:49,52 |

| Legenda kleuren in de tabellen |
| ------------------------------ |
| Geplaatst voor finale          |
| Uitgeschakeld                  |

### Finale
| Rang   | Naam                     | Land             | Ronden | Spr. 1 | Spr. 2 | Spr. 3 | Eindsprint | Punten | Tijd    |
| ------ | ------------------------ | ---------------- | ------ | ------ | ------ | ------ | ---------- | ------ | ------- |
| Goud   | Bart Swings              | België           | 16     |        | 2      | 1      | 60         | 63     | 7:47,11 |
| Zilver | Chung Jae-won            | Zuid-Korea       | 16     |        |        |        | 40         | 40     | 7;47,18 |
| Brons  | Lee Seung-hoon           | Zuid-Korea       | 16     |        |        |        | 20         | 20     | 7:47,19 |
| 4      | Joey Mantia              | Verenigde Staten | 16     |        |        |        | 10         | 10     | 7:47,19 |
| 5      | Daniil Aldoshkin         | Russische ploeg  | 16     |        |        |        | 6          | 6      | 7:47,59 |
| 6      | Ryosuke Tsuchiya         | Japan            | 16     |        | 3      | 3      |            | 6      | 7:58,82 |
| 7      | Livio Wenger             | Zwitserland      | 16     |        | 1      |        | 3          | 4      | 7:47,86 |
| 8      | Seitaro Ichinohe         | Japan            | 16     | 3      |        |        |            | 3      | 7:48,56 |
| 9      | Jorrit Bergsma           | Nederland        | 16     | 1      |        | 2      |            | 3      | 7:50,25 |
| 10     | Gabriel Odor             | Oostenrijk       | 16     | 2      |        |        |            | 2      | 8:10,45 |
| 11     | Andrea Giovannini        | Italië           | 16     |        |        |        |            |        | 7:47,93 |
| 12     | Ning Zhongyan            | China            | 16     |        |        |        |            |        | 7:48,07 |
| 13     | Jordan Belchos           | Canada           | 16     |        |        |        |            |        | 7:48,14 |
| 14     | Kristian Ulekleiv        | Noorwegen        | 16     |        |        |        |            |        | 7:48,52 |
| 15     | Antoine Gélinas-Beaulieu | Canada           | 16     |        |        |        |            |        | 8:13,35 |
| 16     | Sven Kramer              | Nederland        | 14     |        |        |        |            |        | 7:13,37 |

## IJs- en klimaatcondities
| Tijd             | 14:58     | 15:23     | 16:28     | 16:40     |
| Luchttemperatuur | 18,0°C    | 18,1°C    | 18,3°C    | 18,4°C    |
| IJstemperatuur   | -9,4°C    | -9,2°C    | -8,9°C    | -8,9°C    |
| Luchtvochtigheid | 22 %      | 20 %      | 21 %      | 20 %      |
| Luchtdruk        | 1.026 hPa | 1.026 hPa | 1.026 hPa | 1.026 hPa |